# AL作戦
AL作戦（ALさくせん、アリューシャン作戦）は、第二次世界大戦中の1942年（昭和17年）6月に、アメリカ合衆国アラスカ準州アリューシャン列島西部要地の攻略及び占領、破壊を目的として行われた日本軍の作戦。日本軍はアメリカ軍のダッチハーバー基地に対して空襲を実施し、初めてアメリカの領土であるアリューシャン群島の島嶼を占領した。

## 計画
アラスカのアリューシャン列島は、太平洋戦争開戦時の連合艦隊作戦計画では占領または攻撃破壊すべき外郭要地として定められていたが、これは十分検討を経て決められたものではなかった。その目的は、アメリカの北方路の進行を阻止するもので、米ソ間の連絡を妨害し、シベリアに米航空部隊が進出するのを妨害しようとするものであった。日本本土の東方海面は幅広く開放されており、米空母の本土への奇襲を防止するには、莫大な哨戒兵力が必要であったが、海軍はこれに十分な兵力をさく余裕はなく一部を重点的に哨戒する他なかった。
その状況にこの正面の警戒を担当する北方部隊は不安を抱いており、特に米空母の機動が開始されてからは、一層その不安がつのっていた。そのため北方部隊はアリューシャン列島西部のキスカ島を攻略し、水上航空基地を同地に進めて飛行哨戒を行い、北方航路を利用する米艦隊の機動をおさえることを連合艦隊、軍令部に意見具申していたが、同地攻略の兵力や配備航空兵力を出す余裕もなく、また中立国のソ連を刺激する心配もあったので、この意見は採用されず見送られていた。
一方で1942年2月、連合艦隊の同方面に対する関心はさらに高まった。また米空母の機動が頻繁となり、わが本土奇襲の懸念がますます増加してきた。そのため連合艦隊も軍令部もこの正面に対する関心が強まり、一部にはキスカ攻略の実施を考えるものも出てきていた。このような時期にミッドウェー作戦が内定した。
そこで軍令部はミッドウェーと同時にアラスカのアリューシャン列島西部を攻略し、米航空兵力の西進を押さえるとともに、両地に哨戒兵力を進出させれば、米空母のわが本土近接を一層困難にすることができると判断し、その作戦実施を連合艦隊にはかり、連合艦隊でもその必要性を認めていたし、攻略兵力にも余裕があったので直ちにこれに同意した。また、軍令部第一部長福留繁は「ミッドウェーを攻略しても、劣勢な米艦隊は反撃に出ないのではないかとの懸念が強かった。
そこでアリューシャン列島方面への攻略作戦を行えば、同地がアメリカ領であるため、ミッドウェー方面への米艦隊の出撃を強要する補助手段となるだろうとの含みもあり、実施を要望した。」と回想している。軍令部一課長富岡定俊は「ミッドウェー作戦の戦術的牽制にもなるだろうと考えた。」と回想している。同作戦によりミッドウェーとキスカ島間に哨戒機を往復させて米空母が近接するのを防ごうという意見の者もいたが、軍令部航空主務部員の三代辰吉も連合艦隊航空参謀の佐々木彰も、霧などの関係から到底そのような飛行哨戒は不可能と考え、全くその案は考慮しなかったと回想している。陸軍参謀本部もアリューシャン列島攻略の必要性をかねてから認めており、同作戦の実施は問題ではなかった。
1942年4月15日（推定）に上奏された「大東亜戦争第二段作戦帝国海軍作戦計画」には、「成る可く速やかに「アリューシャン」群島の作戦基地ヲ破壊又は攻略し米国の北太平洋よりする作戦企図を封止す」とある。
1942年5月5日、永野修身軍令部総長より山本五十六連合艦隊司令長官に対し大海令第18号が発令された。
1. 連合艦隊司令長官は陸軍と協力し「AF」(ミッドウェー)及「AO」(アリューシャン)西部要地を攻略すべし。
2. 細項に関しては軍令部総長をして指示せしむ。

アリューシャン群島作戦に関する陸海中央協定では、AL作戦の目的として「「アリューシャン」群島西部要地ヲ攻略又ハ破壊シ同方面ヨリスル敵の機動並二航空進行作戦ヲ困難ナラシムルニ在リ」が示されている。作戦方針として「陸海協同シテ「キスカ」島「アッツ」島ヲ攻略スルト共二「アダック」島ノ軍事施設ヲ破壊ス」と示している。ダッチハーバー空襲に関しては作戦要領で「海軍は有力なる部隊を以て攻略部隊を支援すると共に上陸前母艦航空部隊を以て「ダッチハーバー」方面を空襲し主として所在航空兵力を撃破す」と示されている。また作戦名は「本作戦をAL作戦と呼称す」とある。

## 経過

### ダッチハーバー基地空襲
5月25日、空母2隻（隼鷹、龍驤）、巡洋艦3隻、駆逐艦5隻の敵航空兵力・施設を空襲する艦隊が大湊を出航した。続いて巡洋艦2隻、駆逐艦3隻、輸送船2隻のキスカ島攻略部隊が5月28日、巡洋艦1隻、駆逐艦3隻、輸送船1隻のアッツ島攻略部隊が5月29日にそれぞれ出航した。
6月3日23時（現地4日早朝)、角田覚治中将が率いる第二機動部隊はダッチハーバーの南西180海里から第一次攻撃隊を発艦させた。龍驤、隼鷹の攻撃隊はアメリカ海軍基地を空襲して帰還した。十分な戦果は得られなかったが、マクシン湾に駆逐艦5隻を発見した。このため4日5時45分、第二次攻撃隊を発艦させたが一部が敵戦闘機と交戦した他は天候不良のために引き返した。
翌日、第三次攻撃隊を発艦させ艦船、地上施設を炎上させたものの対空砲火、P-40の激しい反撃を受けた。龍驤から発艦した零戦一機がアクタン島に不時着、その後ほぼ無傷の機体がアメリカ軍の手に渡り、研究されて零戦の情報が暴かれた（アクタン・ゼロ）。この日は高雄、龍驤が敵の空襲を受けたが命中弾はなかった。

### アッツ島・キスカ島の占領
1942年6月6日、アッツ島に北海支隊1,150名が上陸したが、同島に敵の守備隊は存在せず特段反撃を受けることもなく占領に成功する。7日、キスカ島に第三特別陸戦隊550名、設営隊750名が上陸し、同島も守備隊は存在せず占領に成功する。しかし、同時進行していたMI作戦で日本軍はアメリカ機動部隊の攻撃を受け空母4隻を失い（アメリカ海軍は正規空母1隻などを失う）、AL作戦も一時中断しアダック島への攻撃は実施されなかった。

## 参加兵力

### 日本
作戦開始時のもの
- 北方部隊（指揮官：第五艦隊司令長官細萱戊子郎中将）
  - 主隊（指揮官：細萱戊子郎中将）
    - 重巡洋艦「那智」
    - 第六駆逐隊第二小隊：駆逐艦「雷」、「電」

  - 第二機動部隊（指揮官：第四航空戦隊司令官角田覚治少将）
    - 第四航空戦隊：空母「龍驤」（搭載機:零戦16機、九七艦攻21機）、「隼鷹」(搭載機:零式艦上戦闘機15機 九九式艦上爆撃機20機 九七式艦上攻撃機18機 基地航空隊用の零戦12機)
    - 第四戦隊第二小隊：重巡洋艦「高雄」、「摩耶」
    - 第七駆逐隊：駆逐艦「潮」、「曙」、「漣」

  - AQ攻略部隊（指揮官：第一水雷戦隊司令官大森仙太郎少将）
    - 第一水雷戦隊（3個駆逐隊欠）
      - 軽巡洋艦「阿武隈」
      - 第二一駆逐隊：駆逐艦「若葉」、「初春」、「初霜」、「子日」

    - 特設敷設艦「まがね丸」
    - 特設運送船「衣笠丸」(搭載機:水偵×10機)
    - 陸軍北海支隊（支隊長：穂積松年少佐）

  - AOB攻略部隊（指揮官：「木曾」艦長大野竹二大佐）
    - 第二十一戦隊：軽巡洋艦「木曾」、「多摩」
    - 第六駆逐隊第一小隊：駆逐艦「響」、「暁」
    - 第十三駆潜隊：「第二十五号駆潜艇」、「第二十六号駆潜艇」、「第二十七号駆潜艇」
    - 駆逐艦「帆風」、特設巡洋艦「浅香丸」、特設運送船「白山丸」、「球磨川丸」
    - 「快鳳丸」、「俊鶻丸」、「白鳳丸」
    - 舞鶴鎮守府第三特別陸戦隊（司令：向井一二三少佐）

  - 潜水部隊（指揮官：第一潜水戦隊司令官山崎重暉少将）
    - 第一潜水戦隊
      - 「伊号第九潜水艦」
      - 第二潜水隊：「伊号第十五潜水艦」、「伊号第十七潜水艦」、「伊号第十七潜水艦」
      - 第四潜水隊：「伊号第二十五潜水艦」、「伊号第二十六潜水艦」

  - 水上機部隊
    - 特設水上機母艦「君川丸」（搭載機:水偵×8機）、駆逐艦「汐風」

  - 附属部隊
    - 「粟田丸」、「帝洋丸」、「富士山丸」、「日産丸」

出典

### アメリカ
- 第八任務部隊　司令長官：ロバート・シオボルド少将
  - 重巡洋艦：インディアナポリス、ルイスビル
  - 軽巡洋艦：ホノルル、セントルイス、ナッシュビル
  - 駆逐艦：ギルマー、ハンフリーズ、グリッドレイ、マッコール、ケース、レード、サンズ、ケーン、デント、タルボット、キング、ウォーターズ
  - 海軍航空部隊
  - 陸軍航空部隊

## 結果
日本はダッチハーバーを空襲し、アッツ島、キスカ島の占領に成功した。これに対し、ジョージ・マーシャル陸軍参謀総長は、「日本軍の西部アリューシャン占領は戦略的には比較的重要性はないが心理的には重大な不安を生んだ。しかしながら、当時中部、南部、及び西南太平洋において情勢を維持するために、船、飛行機、及び訓練された部隊の極度の欠乏のため、キスカ、アッツの奪回のための早急な作戦は行わない」と決めた。